# Ломиніс альпійський
{{#ifeq:0|0|{{#if:|{{#if:Clematisalpina|[[]}}|}}}}
Ломиніс альпійський, або клематис альпійський (Clematis alpina) — трав'яниста витка рослина з роду ломиніс (Clematis) родини жовтецевих (Ranunculaceae). 

## Опис
Ліана. Може виростати до 3 метрів заввишки. Має велике шкірясте листя та сині квіти з білою серединою на довгих стеблах. Цвіте в серпні.

## Поширення
Трапляється в помірному поясі Азії, Америки та Європи. В Україні природно зростає на заході, зокрема — у Карпатах. Масово культивується для вирощування на квітниках.